# Henri Didon
Louis Henri Didon (17 de marzo de 1840 - Toulouse, 13 de marzo de 1900) fue un sacerdote dominico francés, reconocido como predicador, pedagogo y pionero del movimiento deportivo internacional y los Juegos Olímpicos modernos. 

## Biografía

### Juventud
Entró a los nueve años, en el pequeño seminario de Rondeau (Grenoble). Fue un estudiante brillante y un deportista destacado.
Durante una visita al monasterio de la Cartuja, cerca de Grenoble, reconoció su vocación religiosa. En septiembre de 1856, tomó el hábito, como fraile de la Orden de Santo Domingo-Dominicos. Completó su formación en Roma y dos años más tarde, fue ordenado sacerdote en Aix-en-Provence, a la edad de 22 años.

### Predicador
Después de obtener el doctorado en teología, se dedicó principalmente a la predicación. Predicó en Londres y en Lieja, entusiasmando a sus oyentes. De regreso en París, Le Figaro títulaba: "El padre Didon es una estrella que se alza en el cielo". Fue capellán militar durante la guerra de 1870, y fue hecho prisionero con el ejército francés en Metz. Enfermó, terminó refugiado en Ginebra, después de la capitulación de Metz. Restablecido, se compromete como un ardiente defensor la unidad nacional, oponiéndose al abandono de Alsace-Moselle. Cuando la guerra terminó, fue destinado al convento de los Dominicos de Marsella, donde se hicieron pronto famosos sus sermones sobre la "regeneración de Francia.
Dejó Marsella para reanudar sus sermones en París, donde asistió a las clases de Claude Bernard en el Colegio de Francia con el fin de profundizar sus conocimientos sobre experimentos científicos. También frecuentó la amistad de Flaubert y Maupassant, y la de las familias-Vallery Radot y Pasteur. Fue recibido en audiencia privada por el Papa León XIII que le dijo: "Ah, el padre Didon! Ya tiene un nombre famoso en el mundo! ... Continuad, Didon, continuad!" Con este apoyo, ahora pudo ignorar la oposición del obispo de París, que le aconsejó que moderase los comentarios y el tono de sus sermones. Sin embargo, a causa de un sermón en Notre Dame en el que defendió su negativa a plegarse a sus superiores, fue finalmente retirado del ministerio público y enviado al convento de Corbara, en la isla de Córcega (1880).

### Pedagogo
Se dedicó a escribir un libro sobre la vida de Jesucristo. Buscando material de investigación, obtuvo permiso para un viaje de estudios a Alemania, donde estudió la filosofía de Kant y Hegel. Poco después de su regreso de Alemania, publicó un libro titulado "Los alemanes", motivo de nuevos roces con sus superiores. Terminó la redacción de su vida de Jesucristo en la Escuela Dominicana de San Alberto Magno, en Arcueil, de la que fue nombrado director en 1890.
Su libro sobre la vida de Cristo recibió una excelente acogida en Francia y en el extranjero, con comentarios muy celebrados en el Times de Londres, el New York Times y L'Osservatore Romano, entre otros. Los derechos de autor los utilizará para financiar las reformas y ampliación de la escuela Alberto Magno y los gastos de una serie de viajes escolares. En el primero de estos viajes escolares, del 29 de marzo al 12 de abril de 1891, llevó a Roma a 75 personas. Consiguió una audiencia con el Papa, que le dirigió nuevamente palabras de simpatía y estímulo para su labor. Hizo otro viaje que tendrá lugar en Roma 1892, y dos a Constantinopla, en 1893 (a través de Viena, Budapest, Belgrado y Sofía) y 1894 (a través de Grecia).
En Arcueil, se le venera como un héroe, a pesar de ser esta su primera experiencia como director de un colegio. Estableció el deporte como una de las prácticas educativas principales de la escuela, participando con su colegio en los juegos deportivos infantiles de Rondeau, y se convirtió en uno de los promotores del movimiento deportivo. Fue amigo y confidente de los principales líderes deportistas de la época, como Georges de Saint-Clair, o Pierre de Coubertin. La primera reunión entre Coubertin y Didon fue el 2 de enero de 1891. Coubertin buscaba el apoyo del padre Didon para convencer a las escuelas religiosas a integrar el deporte entre sus actividades institucionales y formativas. Unos pocos días después de la entrevista, Didon creaba en su colegio de Arcueil una asociación deportiva oficial y la Escuela de San Alberto participó en un primer evento deportivo secular el 13 de enero de 1891 antes de celebrar su primera competición el 7 de marzo. Coubertin era el director de la carrera y para esta ocasión, el padre Didón inventó e hizo bordar en la bandera del colegio el lema "Citius, Altius, Fortius" (más rápido, más alto, más fuerte), que se convertirá en el lema de los Juegos Olímpicos en 1894, en el primer Congreso Olímpico. 
El padre Didon y el barón de Coubertin estuvieron juntos de nuevo en 1896 en Atenas para los Juegos Olímpicos. Didon no sólo fue a Atenas, sino que organizó un gran viaje escolar para sus alumnos: la Caravana de Arcueil a Atenas. 
A la vuelta de Atenas, continúa sus reformas en Arcueil y nuevos viajes escolares a Egipto y Palestina, entre otros. También siguió siendo un entusiasta defensor de los valores del deporte. "Creo que los vencedores del fútbol tienen muchas posibilidades de ser los laureados y los intelectuales del mañana". De estas palabras se hizo eco de Jean Giraudoux en su famoso "Elogio del fútbol". Según el padre Didón, los que se oponían al deporte eran los "eternos reaccionarios". Utilizó estas mismas palabras durante su discurso ante el Congreso Olímpico de 1897 se celebró en Le Havre.
En estos años, tuvo como alumno en Arcueil a Sacha Guitry, que llegó al colegio después de ser expulsado de doce escuelas, a causa de su indisciplina; pero logró estabilizar su disciplina y progreso académico. El cínico Guitry mantuvo un respetuoso afecto para el padre Didón. En 1898-1899, hizo un viaje de estudios a Inglaterra para observar el sistema de educación inglés. Fue recibido en Cambridge y Oxford con honores, e incluso invitado a pronunciar una serie de conferencias. Visitó las más prestigiosas escuelas, en Eton,  Harrow, y Rugby. Un mes después de su regreso de Inglaterra, el gobierno francés le encargó redactar un informe oficial con las conclusiones de su investigación, siendo recibido por la Comisión de Educación, donde expuso sus orientaciones pedagógicas. Murió el 13 de marzo de 1900 en Toulouse, durante un viaje a Roma.
- Datos: Q915727
- Multimedia: Henri Didon / Q915727